# بورووو
بورووو (به صربی: Burovo) یک روستا در صربستان است که در لازارواتس واقع شده‌است. بورووو ۳٫۳۵ کیلومتر مربع مساحت و ۴۴۸ نفر جمعیت دارد و ۱۹۳ متر بالاتر از سطح دریا واقع شده‌است.